# Манторвіль (Міннесота)
Манторвіль (англ. Mantorville) — місто (англ. city) в США, в окрузі Додж штату Міннесота. Населення — 1111 особа (2020).

## Географія
Манторвіль розташований за координатами 44°3′57″ пн. ш. 92°45′13″ зх. д. / 44.06583° пн. ш. 92.75361° зх. д. (44.065937, -92.753662).  За даними Бюро перепису населення США в 2010 році місто мало площу 3,75 км², з яких 3,68 км² — суходіл та 0,07 км² — водойми.

## Демографія
Згідно з переписом 2010 року, у місті мешкало 1197 осіб у 430 домогосподарствах у складі 331 родини. Густота населення становила 319 осіб/км².  Було 451 помешкання (120/км²).
Расовий склад населення:
| - 97,6 % — білих - 0,4 % — корінних американців - 0,2 % — чорних або афроамериканців - 0,1 % — азіатів |

До двох чи більше рас належало 0,9 %. Частка іспаномовних становила 2,8 % від усіх жителів.
За віковим діапазоном населення розподілялося таким чином: 29,1 % — особи молодші 18 років, 60,0 % — особи у віці 18—64 років, 10,9 % — особи у віці 65 років та старші. Медіана віку мешканця становила 37,8 року. На 100 осіб жіночої статі у місті припадало 102,5 чоловіків;  на 100 жінок у віці від 18 років та старших — 99,3 чоловіків також старших 18 років.
Середній дохід на одне домашнє господарство  становив 71 209 доларів США (медіана — 60 735), а середній дохід на одну сім'ю — 89 263 долари (медіана — 86 094). Медіана доходів становила 51 042 долари для чоловіків та 41 750 доларів для жінок. За межею бідності перебувало 5,7 % осіб, у тому числі 1,2 % дітей у віці до 18 років та 12,7 % осіб у віці 65 років та старших.
Цивільне працевлаштоване населення становило 654 особи. Основні галузі зайнятості: освіта, охорона здоров'я та соціальна допомога — 30,7 %, виробництво — 16,5 %, будівництво — 11,3 %, мистецтво, розваги та відпочинок — 10,1 %.